# 빌헬름 히스 시니어
빌헬름 히스 시니어(Wilhelm His Sr., 1831년 7월 9일 – 1904년 5월 1일)는 스위스 출신의 독일 해부학자이자 발생학자이다. 그의 대표적인 업적은 마이크로톰을 발명한 것으로, 이로써 동물 조직에 산과 염을 처리하여 굳힌 다음 얇게 썰어 현미경 아래에서 조직과 세포의 구조 및 기능을 더 자세히 연구할 수 있게 되었다.

## 생애
빌헬름 히스는 1831년 스위스 바젤의 부유한 가정에서 태어났다. 아버지는 에두아르트 옥스(Eduard Ochs)로 스위스의 유명한 정치가 페터 옥스의 아들이었고, 어머니는 카타리나 라 로슈(Katharina La Roche)였다. 에두아르트 옥스는 약혼 후 성을 '히스(His)'로 바꾸었다. '옥스(Ochs)'가 독일어로 '소'를 뜻하지만 속되게는 '멍청한 소'라는 뜻으로 쓰이기도 했기 때문으로 보인다.
히스는 1849년 바젤에서 의학을 배우기 시작했고 곧 베른 대학교로 옮겨갔다. 이듬해에는 다시 베를린 대학교로 옮겨서 요하네스 페터 뮐러와 로베르트 레마크를 사사했다. 1852년-1853년에는 뷔르츠부르크 대학교에서 임상 교육을 받았지만 루돌프 피르호, 알베르트 폰 쾰리커, 프란츠 폰 라이디히 등의 이론적 연구에 더 관심을 가졌다. 프라하와 빈에서 의학 공부를 이어 하다가 1854년 바젤로 돌아와 의학박사 학위를 취득했다. 1855년에는 각막의 조직학을 주제로 박사 학위논문을 발표했다. 파리를 방문하여 요한 프리드리히 호너와 교류하였다가 이듬해 다시 바젤로 돌아와 하빌리타치온 학위를 받았다.
1857년에는 26세의 나이로 바젤 대학교의 해부학 및 생리학 교수가 되었다. 바젤에서 그는 발생학 연구에 집중했다. 1865년 《몸의 막과 구멍》(독일어: Die Häute und Höhlen des Körpers)을 발표하여 상피 조직의 분류와 명칭을 논했으며, 1866년에는 최초로 마이크로톰을 발명하였다. 이 기간 동안 히스는 시의회의 일원으로 활동했으며, 발진티푸스와 콜레라 전염병이 돌았을 때 도시를 복구하는 데에 공헌했다. 1869년-1870년에는 대학 부총장으로 근무하기도 했다.
1872년에는 에른스트 하인리히 베버의 뒤를 이어 라이프치히 대학교의 해부학 교수가 되었다. 1882년-1883년에는 라이프치히 대학교 부총장으로 근무했다. 1892년에는 스웨덴 왕립 과학한림원 회원으로 선출되었다. 1904년 라이프치히에서 사망했다.
아내 엘리자베트 히스(Elisabeth His)와의 사이에서 여섯 자녀를 가졌다. 그 중 셋째인 빌헬름은 내과의사이자 심장학자로 활동했으며, 히스다발이 그의 이름을 따서 명명되었다.

## 발생학
히스는 에른스트 헤켈이 그린 배아 그림의 진실성에 이의를 제기한 것으로 유명하다. 헤켈의 그림은 발생반복설을 정당화하는 데 이용되었다.
히스는 혈관의 가장 안쪽 막을 가리키는 말로 내피라는 단어를 고안하였다. 이로써 기존에 상피로만 분류되었던 구조를 구별하였고, 발생 과정에서 배엽과의 관계도 한결 깊이 이해하게 되었다.
히스의 또다른 업적은 척추동물의 발생 중 뒤뇌에서 세포분열이 활발하게 일어나는 영역이 나타난다는 사실을 발견하여 "Rautenlippe(rhombic lip)"이라고 명명한 것이다. 오늘날 이 영역은 히스가 붙인 이름대로 마름뇌입술이라고 불린다.
1879년에서 1886년 사이에 히스는 발생 2주에서 8.5주 사이의 사람 배아 12개를 수집하여 신경계 발생에 대한 획기적인 연구를 수행했다. 예를 들어 그는 신경이 손가락으로 점진적으로 자라 들어가는 것을 관찰했다.
1903년 히스는 위와 식도의 경계에 존재하는 예각인 식도위각을 'incisura cardiaca'라고 명명했다. 이 구조는 1600년대에 토머스 윌리스가 이미 발견하여 기술한 것이지만, 히스의 사후 대니얼 존 커닝햄이 그를 기리는 뜻에서 '히스각(angle of His)'이라는 이름을 사용하기 시작하였다. '히스각'은 오늘날에도 식도위각을 가리키는 다른 이름으로 쓰인다.

## 다른 업적

### 유전학
히스는 모든 형태의 연성 유전(라마르크주의)을 단호하게 거부했다. 다음 구절에서 이를 확인할 수 있다.
| “ | 반박되지 않는 한, 나는 개체가 일생 동안 획득한 특성은 유전될 수 없다는 주장을 지지한다.                                        | ” |
|   | — 빌헬름 히스, 《우리 몸의 형태와 그 발생의 생리학적 문제(Unsere Körperform und das physiologische Problem ihrer Entstehung)》 |   |

이 저작은 1874년에 발표되었는데, 1883년이 되어서야 아우구스트 바이스만이 비슷한 생각을 표명했다는 점에서 히스는 시대를 앞섰다고 할 수 있다.

### 바흐의 얼굴 복원
1895년에 라이프치히 대학 해부학 교수로 재직 중이었던 히스는 요한 제바스티안 바흐의 두개골로부터 생전의 얼굴을 3차원으로 재구성한 결과를 발표했다. 이는 시체 얼굴 조직 깊이를 정밀하게 측정한 결과를 바탕으로 한 것이었다. 히스는 얇은 바늘에 작은 고무 조각을 끼워 시체의 조직에 꽂아넣었다. 바늘을 밀어넣을 때 고무 조각은 함께 들어가지 않았으므로, 고무 조각이 바늘을 따라 얼마나 올라갔는지 잼으로써 조직의 깊이를 측정할 수 있었다. 방향은 뼈에 수직이 되도록 했으며, 꽂는 깊이는 바늘 끝이 뼈에 닿을 때까지로 하였다. 자살로 사망한 남성 24명과 여성 4명, 그리고 소모성 질환으로 사망한 남성 9명을 대상으로 15군데의 특정한 위치에서 고무 조각이 올라간 높이를 측정·기록하였다.

## 그림과 사진

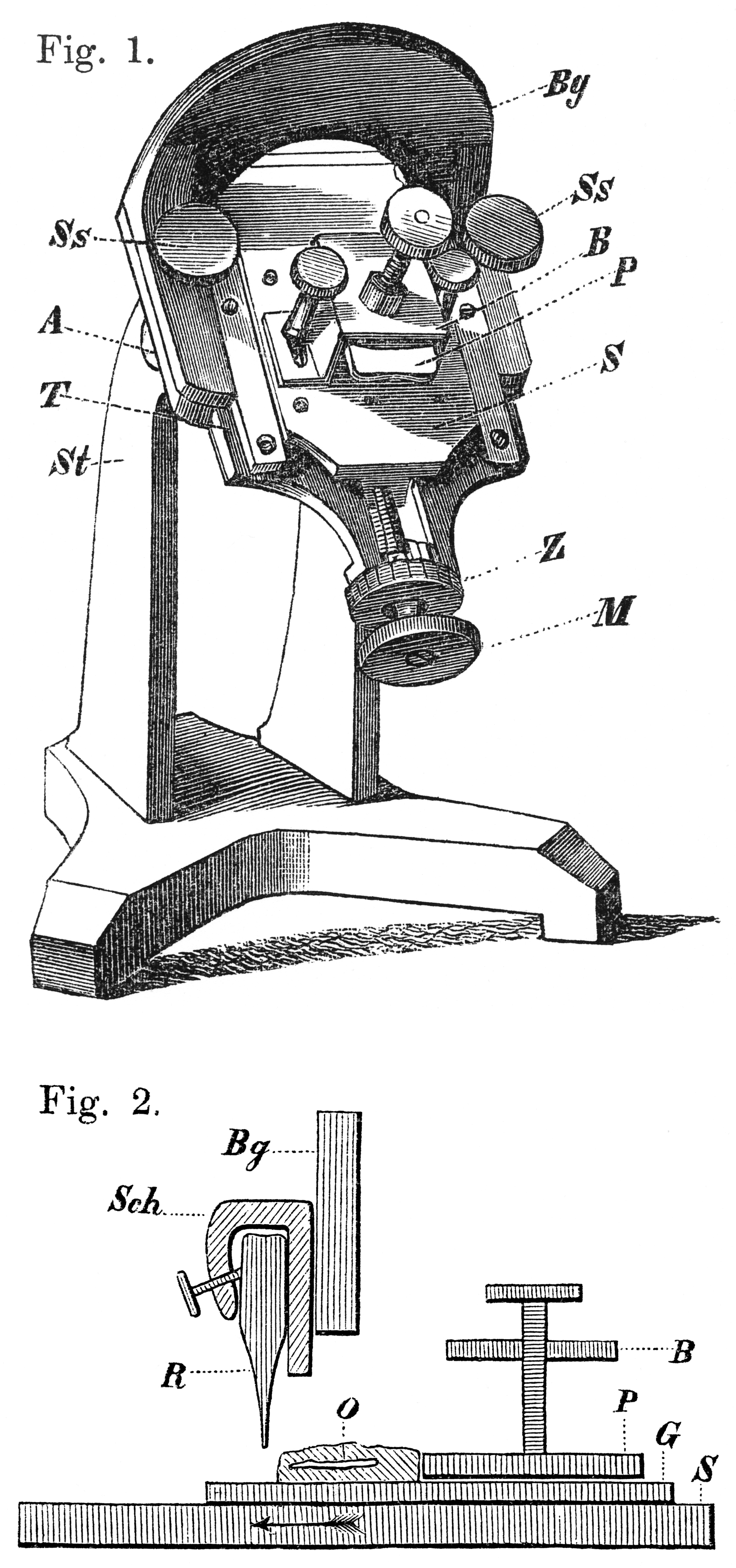
1870년 발표한 《마이크로톰 묘사》(독일어: Beschreibung eines Mikrotoms)에 실린 히스의 마이크로톰 그림
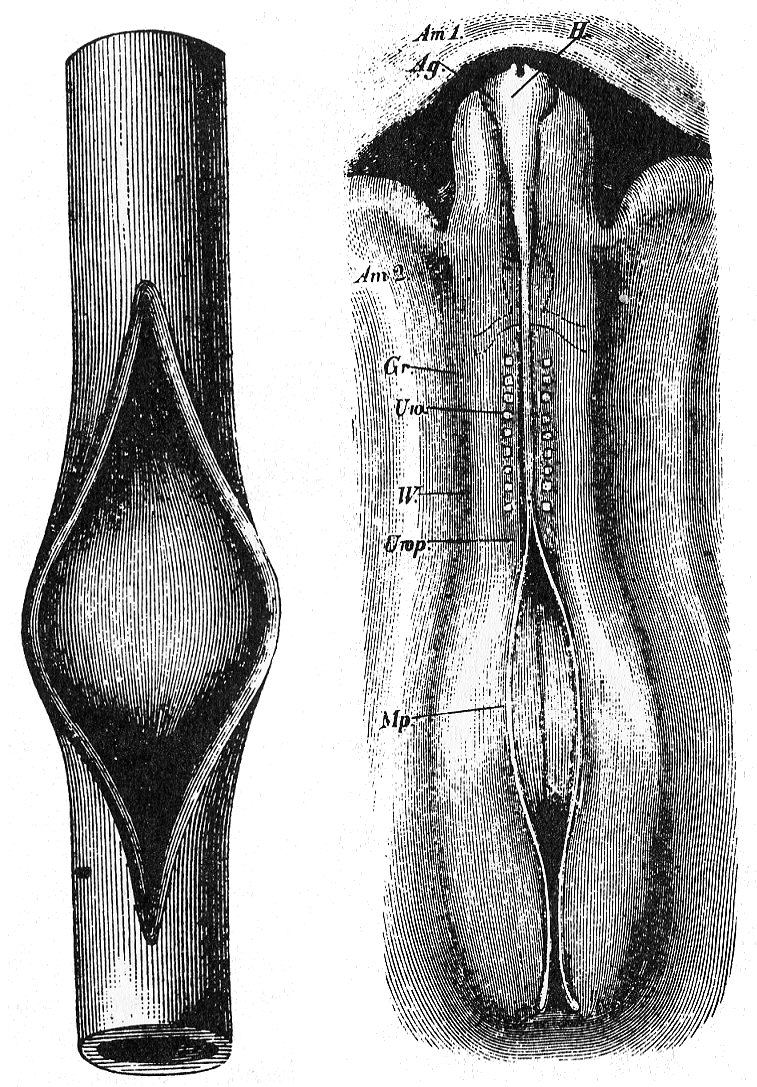
1874년 히스의 저작에 실린 그림. 닭 배아의 생김새가 칼집을 낸 고무관과 비슷함을 나타내고 있다. 그는 헤켈에 맞서 해부학적 구조의 모양이란 한 부위가 다른 부위보다 빨리 자람에 따라 역학적으로 결정되는 것이라고 주장했다.

## 같이 보기
- 빌헬름 히스 주니어
- 해부학
- 발생학
- 발생생물학

## 참고문헌
- Wendler D, Rother P (December 1982). “[Wilhelm His Senior--the life and work of the important Leipzig morphologist]”. 《Zeitschrift für die gesamte innere Medizin und ihre Grenzgebiete》 (독일어) 37 (23): 810–3. PMID 6761987.
- Peipert JF, Roberts CS (April 1986). “Wilhelm His Sr.'s finding of Johann Sebastian Bach”. 《The American Journal of Cardiology》 57 (11): 1002. doi:10.1016/0002-9149(86)90749-6. PMID 3515894.
- Chapnitskaia RA, Detlaf TA (1993). “[Wilhelm His (the elder)]”. 《Ontogenez》 (러시아어) 24 (3): 103–10. PMID 8355958.
- “[Wilhelm His, the anatomist: 1831-1904]”. 《Orvosi Hetilap》 (헝가리어) 122 (40): 2485–8. October 1981. PMID 7033877.
- “Wilhelm His Sr. (1831–1904) — embryologist and anatomist”. 《JAMA》 187: 58. January 1964. doi:10.1001/jama.1964.03060140064022. PMID 14071882.